# Nathaniel Garrow
Nathaniel Garrow (* 25. April 1780 in Barnstable, Massachusetts; † 3. März 1841 in Auburn, New York) war ein US-amerikanischer Jurist und Politiker. Zwischen 1827 und 1829 vertrat er den Bundesstaat New York im US-Repräsentantenhaus.

## Werdegang
Nathaniel Garrow wurde während des Unabhängigkeitskrieges im Barnstable County geboren. Er besuchte öffentliche Schulen. Dann ging er zur See. 1796 zog er nach Auburn. Er wurde 1809 zum Friedensrichter ernannt. Zwischen 1815 und 1819 sowie zwischen 1821 und 1825 war er Sheriff im Cayuga County. Politisch gehörte er der Jacksonian-Fraktion an.
Bei den Kongresswahlen des Jahres 1826 für den 20. Kongress wurde Garrow im 24. Wahlbezirk von New York in das US-Repräsentantenhaus in Washington, D.C. gewählt, wo er am 4. März 1827 die Nachfolge von Charles Kellogg antrat. Er schied nach dem 3. März 1829 aus dem Kongress aus.
Garrow wurde im Februar 1837 US Marshal für den nördlichen Distrikt von New York – ein Posten, den er bis zu seinem Tod im März 1841 innehatte. Er starb am 3. März 1841 in Auburn. Sein Leichnam wurde auf dem Familienfriedhof auf seinem Anwesen beigesetzt, allerdings später auf den Fort Hill Cemetery in Aubrun umgebettet.